# مزار شیخ عبدل
مزار شیخ عبدل مربوط به سدهٔ ۵ و ۶ ه.ق است و در شهرستان خواف، بخش سنگان، دهستان بستان، روستای مژن آّباد واقع شده و این اثر در تاریخ ۶ اسفند ۱۳۸۵ با شمارهٔ ثبت ۱۷۴۱۶ به‌عنوان یکی از آثار ملی ایران به ثبت رسیده است.